# Saint-Victor-Montvianeix
Saint-Victor-Montvianeix é uma comuna francesa na região administrativa de Auvérnia-Ródano-Alpes, no departamento Puy-de-Dôme.
Estende-se por uma área de 45,67 km². Em 2010 a comuna tinha 257 habitantes (densidade: 5,6 hab./km²).